# El escarabajo de oro
El escarabajo de oro es un cuento del escritor estadounidense Edgar Allan Poe. Fue traducido al castellano y publicado por primera vez en junio del año 1843, en el Philadelphia Dollar Newspaper, después de que Poe ganase un concurso de relatos cortos convocado por el propio periódico, que además estaba premiado con 100 dólares. Su lenguaje es sencillo pero con muchas alusiones a obras de otros autores, a citas de autoridad, y un criptograma.

## Trama
La aventura ocurre en el siglo XVIII, en la isla de Sullivan, Carolina del Sur. El narrador relata un suceso de la amistad que entabló con William Legrand (un hombre solitario), quien vivía en la isla con un ya liberado sirviente llamado Júpiter. En una de sus visitas a su amigo Legrand, el melancólico hombre le comentó que había encontrado un escarabajo que parecía de oro. Legrand dibujó el insecto en un pergamino y lo entregó a su amigo para que lo observara, pero su allegado solo atinó a decir que el dibujo parecía una calavera. Legrand, malhumorado, tomó el pergamino y lo examinó; finalmente guardó el pergamino en un cajón. Su amigo, al percatarse del estado de ánimo de Legrand, decidió marcharse.
Después, el amigo recibió la visita de Júpiter, el cual le comentó que su amo estaba enfermo porque se comportaba de una forma extraña; además, expresó que parecía obsesionado con el escarabajo de oro y que tal vez su comportamiento se relacionaba con la picadura de ese animal. Legrand envió con Júpiter una nota a su amigo, en donde le comentaba que no se sentía bien y que por favor le fuera pronto a ver.
Cuando regresaron a la cabaña de Legrand su amigo constató el alterado estado mental de aquel solitario, enseguida Legrand le mostró el escarabajo y le propuso que lo acompañara a una expedición que haría con Júpiter, a él le pareció absurda la idea pero de todas formas, lo acompañó. Después de dos horas de recorrido llegaron al lugar en el que deseaba estar Legrand (durante la caminata Legrand no ofreció explicación alguna, actitud que preocupaba cada vez más a su amigo) en aquel sitio pidió a Júpiter que trepara en un árbol llevando con él al escarabajo, Júpiter subió y encontró una calavera, Legrand le indicó que por el ojo izquierdo de la calavera dejara caer el escarabajo (Júpiter realizó lo ordenado) y excavaron ¡Por fin después de un rato encontraron unos esqueletos y un baúl que contenía un tesoro!. 
Legrand le recordó que la noche en que él dibujó el escarabajo de oro en el pergamino y se lo enseñó, su amigo afirmó que parecía una calavera, Legrand observó de nuevo el pergamino y se percató de que la figura que su amigo miraba, era efectivamente una calavera, pero que él no la había dibujado… le cuenta que observó con detenimiento el pergamino, recordó que lo encontró en la playa cerca del escarabajo y lo utilizó para envolver al animal; analizó que en la época de los piratas utilizaban pergaminos y el símbolo empleado por estos era una calavera; por esta razón concluyó que el pergamino podía ser una guía para encontrar un tesoro escondido. También recordó que la imagen de la calavera apareció cuando su amigo acercó el pergamino al calor del fuego producido por la chimenea y se le ocurrió que si lo acercaba de nuevo al calor tal vez aparecerían más datos para aclarar el enigma; efectivamente así sucedió.
El pergamino reveló más información que analizó y descifró en poco tiempo. Para Legrand la explicación de los cadáveres en la fosa indica que el pirata (Kidd) dueño del tesoro, asesinó a sus cómplices para proteger el secreto de la ubicación del botín. Finalmente Legrand le confiesa a su amigo que la idea de dejar caer a través del ojo de la calavera el escarabajo, era una forma de castigarle por pensar que él estaba loco.

### El criptograma
La historia involucra criptografía con una descripción detallada de un método para resolver un cifrado por sustitución simple analizando frecuencias de letras. El mensaje codificado es:
```
53‡‡†305))6*;4826)4‡.)4‡);80
6*;48†8¶60))85;1‡(;:‡*8†83(88)
5*†;46(;88*96*?;8)*‡(;485);5*†
2:*‡(;4956*2(5*-4)8¶8*;40692
85);)6†8)4‡‡;1(‡9;48081;8:8‡1
;48†85;4)485†528806*81(‡9;48
;(88;4(‡?34;48)4‡;161;:188;‡?;

```

La clave (con frecuencia de letras) es:
```
a  5  (12)
b  2  (5)
c  -  (1)
d  †  (8)
e  8  (33)
f  1  (8)
g  3  (4)
h  4  (19)
i  6  (11)
j
k
l  0  (6)
m  9  (5)
n  *  (13)
o  ‡  (16)
p  .  (1)
q
r  (  (10)
s  )  (16)
t  ;  (26)
u  ?  (3)
v  ¶  (2)
w 
x
y  :  (4)
z

```

Frecuencia de letras del criptograma

Frecuencia de letras en inglés

El mensaje decodificado es:
```
53‡‡†305))6*;4826)4‡.)4‡);80
agoodglassinthebishopshostel

6*;48†8¶60))85;1‡(;:‡*8†83(88)
inthedevilsseatfortyonedegrees

5*†;46(;88*96*?;8)*‡(;485);5*†
andthirteenminutesnortheastand

2:*‡(;4956*2(5*-4)8¶8*;40692
bynorthmainbranchseventhlimb

85);)6†8)4‡‡;1(‡9;48081;8:8‡1
eastsideshootfromthelefteyeof

;48†85;4)485†528806*81(‡9;48
thedeathsheadabeelinefromthe

;(88;4(‡?34;48)4‡;161;:188;‡?;
treethroughtheshotfiftyfeetout

```

El mensaje decodificado con espacios, puntuación y mayúsculas es:

A good glass in the bishop's hostel in the devil's seat
forty-one degrees and thirteen minutes northeast and by north
main branch seventh limb east side
shoot from the left eye of the death's-head
a bee line from the tree through the shot fifty feet out.
Un buen cristal en el hostal del obispo en la silla del diablo
cuarenta y un grados y trece minutos nororiente y por el norte tronco principal
séptima rama lado oriental disparar el ojo izquierdo de la cabeza de muerto
una línea de abeja del árbol a través del tiro quince metros fuera.

Legrand determinó que el "albergue del obispo" se refería al sitio de una antigua casa solariega, donde encontró una repisa estrecha que se asemejaba más o menos a una silla (el "asiento del diablo"). Usando un telescopio y observando el rumbo dado, vio algo blanco entre las ramas de un gran árbol; este resultó ser el cráneo a través del cual se tuvo que dejar caer un peso del ojo izquierdo para encontrar el tesoro.

## Análisis
El escarabajo de oro incluye un cifrado de sustitución simple. Aunque no inventó la "escritura secreta" o la criptografía (probablemente se dejó inspirar por el Robinson Crusoe de Daniel Defoe), Poe ciertamente la popularizó durante su época. Para la mayoría de las personas en el siglo XIX, la criptografía era un misterio y aquellos capaces de descifrar los códigos se consideraban dotados de una habilidad casi sobrenatural. Poe había llamado la atención sobre ello como una novedad durante cuatro meses en la publicación de Filadelfia Alexander's Weekly Messenger en 1840. Había pedido a los lectores que enviaran sus propios cifrados de sustitución, alardeando de que podía resolverlos todos con poco esfuerzo. El desafío provocó, como escribió Poe, "un interés muy vivo entre los numerosos lectores de la revista. Llovieron cartas sobre el editor de todas partes del país.” En julio de 1841, Poe publicó Algunas palabras sobre la escritura secreta y, al darse cuenta del interés en el tema, escribió El escarabajo de oro como una de las pocas obras literarias que incorporaba cifras como parte de la historia. La explicación del personaje de Poe, Legrand, sobre su capacidad para resolver el cifrado es muy parecida a la explicación de Poe en Algunas palabras sobre la escritura secreta.

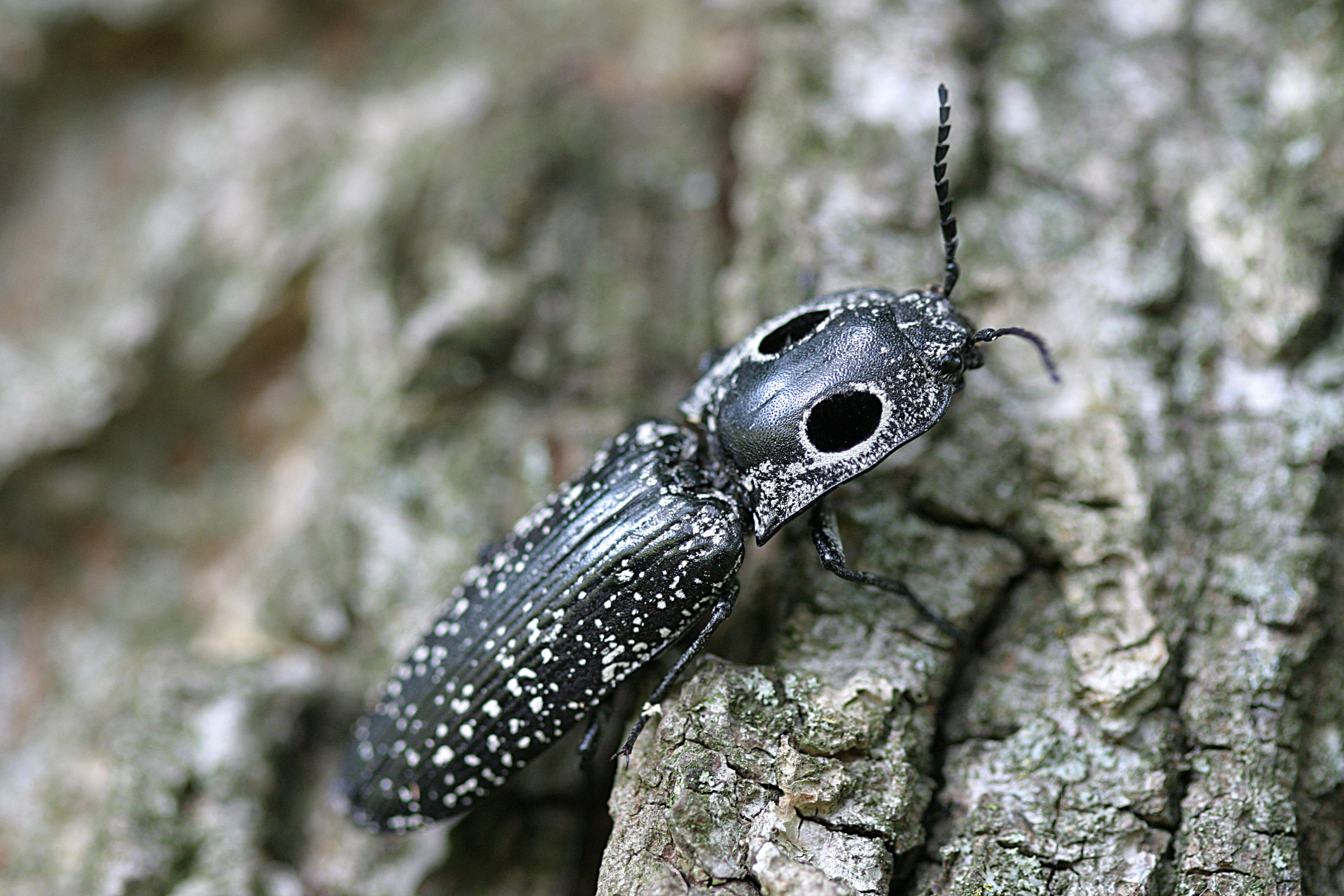
El elateridae Alaus oculatus, junto con un escarabajo de cuernos largos, inspiraron al "escarabajo dorado" ficticio del cuento de Poe.

El escarabajo de oro en la historia no es un insecto real. Poe combinó las características de dos insectos que se encuentran en el área donde se desarrolla la historia. Aunque técnicamente no se trata de un escarabajo, sino de una familia denominada cerambycidae, con cuernos largos, el Callichroma espléndido tiene la cabeza dorada y el cuerpo ligeramente teñido de oro. Los puntos negros que se observan en la parte posterior del insecto ficticio se pueden encontrar en el Alaus oculatus, un elateridae también nativo de la isla de Sullivan.
La representación de Poe del sirviente africano Júpiter a menudo ha sido considerada estereotipada y racista. Júpiter es descrito como supersticioso y tan falto de inteligencia que no puede distinguir su izquierda de su derecha. El erudito de Poe, Scott Peeples, resume a Júpiter, así como a Pompeyo en A Predicament, como una "caricatura de un espectáculo de juglares". Leonard Cassuto, llamó a Júpiter "uno de los personajes negros más infames de Poe", enfatiza que el personaje ha sido manumitido pero se niega a su "Massa Will". Resume a Júpiter señalando que es "un Sambo típico: una figura cómica que ríe y bromea cuya devoción perruna solo se compara con su estupidez". Poe probablemente incluyó al personaje después de inspirarse en uno similar en Sheppard Lee (1836) de Robert Montgomery Bird, obra que había reseñado. Los personajes negros en la ficción durante este período de tiempo no eran inusuales, pero la elección de Poe de darle un papel de hablante sí lo era. Sin embargo, los críticos y académicos cuestionan si el acento de Júpiter era auténtico o simplemente un recurso cómico, lo que sugiere que no era similar a los acentos utilizados por los negros en Charleston, sino que posiblemente estaba inspirado en el idioma gulá.
Aunque el cuento a menudo se incluye entre la breve lista de historias de detectives de Poe, El escarajo de oro no es técnicamente una ficción detectivesca, ya que Legrand retiene las pruebas hasta que se da la solución. El personaje de Legrand ha sido comparado, sin embargo, con el detective ficticio de Poe C. Auguste Dupin debido a su uso del raciocinio. "Ratiocination", un término que Poe usó para describir el método de Dupin, es el proceso por el cual este detecta lo que otros no han visto, o lo que otros han considerado sin importancia.

## Publicación y recepción

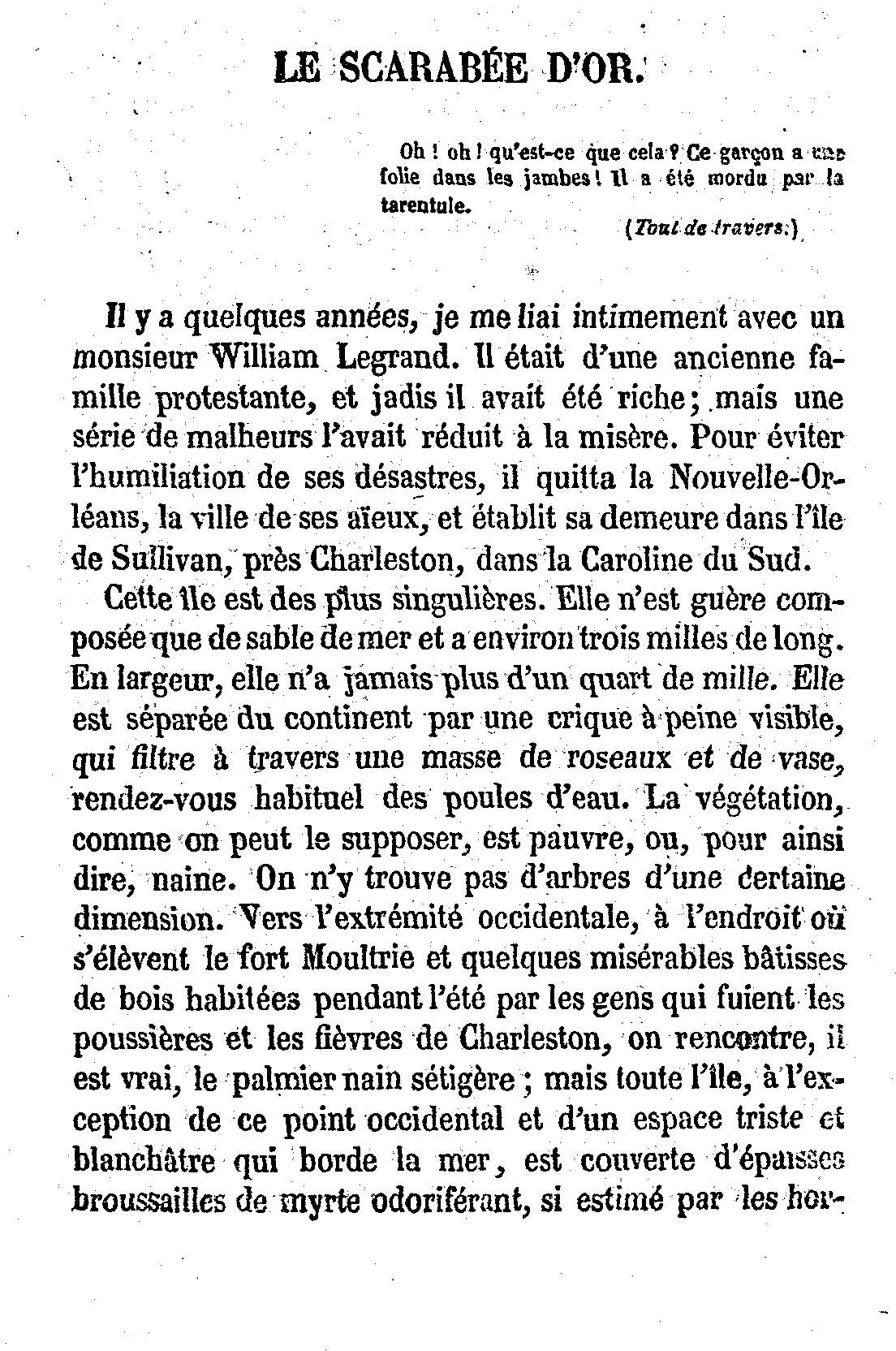
Una traducción al francés de 1875 de El escarabajo de oro

Poe vendió originalmente El escarabajo de oro a George Rex Graham para el Graham's Magazine por $ 52, pero pidió que se lo devolviera cuando se enteró de un concurso de escritura patrocinado por el Dollar Newspaper de Filadelfia. Por cierto, Poe no le devolvió el dinero a Graham y, en cambio, se ofreció a compensarlo con reseñas que escribiría. Poe ganó el gran premio, además de ganar $ 100. La historia se publicó en dos entregas el 21 y el 28 de junio de 1843. El monto de $ 100 puede haber sido el máximo que le pagaron por una sola obra. Anticipándose a una respuesta pública positiva, el Dollar Newspaper obtuvo los derechos de autor del cuento antes de su publicación.
La historia se volvió a publicar en tres entregas en el Saturday Courier de Filadelfia el 24 de junio, el 1 y 8 de julio; las dos última aparecieron en la portada e incluyeron ilustraciones de F.O. C. Darley. Otras reimpresiones en los periódicos de los Estados Unidos hicieron de El escarabajo de oro el cuento más leído de Poe durante su vida. En mayo de 1844, Poe informó que habían circulado 300.000 copias, aunque probablemente no le pagaron por estas reimpresiones. También ayudó a aumentar su popularidad como conferencista. Una conferencia en Filadelfia después de la publicación de El escarabajo de oro atrajo a una multitud tan grande que cientos fueron rechazados. Como escribió Poe en una carta en 1848, "hizo un gran ruido". Más tarde compararía el éxito de El escarabajo de oro con el de El cuervo, aunque admitió que "el pájaro venció al insecto".
The Public Ledger en Filadelfia lo llamó "una historia capital". George Lippard escribió en Citizen Soldier que la historia "se caracteriza por un interés emocionante y un poder de descripción gráfico aunque incompleto. Es una de las mejores historias que escribió Poe". Graham's Magazine publicó una reseña en 1845 que calificó la historia como "bastante notable como un ejemplo de agudeza intelectual y sutileza de razonamiento". Thomas Dunn English escribió en el Aristidean en octubre de 1845 que El escarabajo de oro probablemente tuvo una mayor circulación que cualquier otra historia estadounidense y [...] quizás es la historia más ingeniosa que ha escrito el Sr. Poe; pero [...] no es en absoluto nada comparable a El corazón delator, y más especialmente a Ligeia". El amigo de Poe, Thomas Holley Chivers, dijo que El escarabajo de oro marcó el comienzo de "la edad de oro de la vida literaria de Poe".
La popularidad de la historia también trajo controversia. Un mes después de su publicación, el Daily Forum de Filadelfia acusó a Poe de conspirar con el comité del premio. La publicación llamó a El escarabajo de oro un "aborto" y una "basura absoluta" por un valor de no más de $15. Poe presentó una demanda por difamación contra el editor Francis Duffee. Más tarde la retiró y Duffee se disculpó por haber sugerido que Poe no merecía el premio de $100. El editor John Du Solle acusó a Poe de robar la idea del cuento de Imogine; or the Pirate's Treasure, una historia escrita por una colegiala llamada Miss Sherburne.
El escarabajo de oro se volvió a publicar como la primera historia de la colección Wiley & Putnam de Poe's Tales en junio de 1845, seguida de El gato negro y otras diez historias. El éxito de esta colección inspiró la primera traducción francesa, publicada en noviembre de 1845 por Alphonse Borghers en la Revue Britannique bajo el título "Le Scarabée d'or", convirtiéndose en la primera traducción literal de una historia de Poe a un idioma extranjero. En la versión francesa, el mensaje cifrado permaneció en inglés, con una traducción entre paréntesis junto con su solución. La historia fue traducida al ruso a partir de esa versión dos años después, marcando el debut literario de Poe en ese país. En 1856, Charles Baudelaire publicó su traducción del cuento en el primer volumen de Histoires extraordinaires. Baudelaire fue muy influyente en la introducción de la obra de Poe en Europa y sus traducciones se convirtieron en las versiones definitivas en todo el continente.

## Influencia

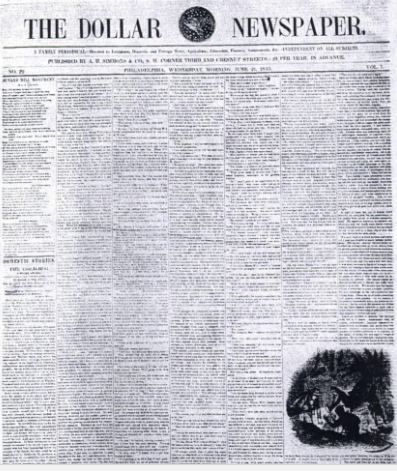
El escarabajo de oro tal como apareció en The Dollar Newspaper, 21 de junio de 1843, con la ilustración en la parte inferior derecha

El escarabajo de oro inspiró a Robert Louis Stevenson en su novela La isla del tesoro (1883). Stevenson reconoció esta influencia: "Entré en la galería del Sr. Poe... Sin duda, el esquema [en mi novela] proviene de Poe".
El análisis de frecuencia de letras inspiró a Alfred Mosher Butts a desarrollar Léxiko en 1931, un precursor del Scrabble. Poe desempeñó un papel importante en la popularización de los criptogramas en periódicos y revistas en su época y, además, William F. Friedman, el criptólogo más destacado de Estados Unidos, inicialmente se interesó en la criptografía después de leer El escarabajo de oro cuando era niño, interés que luego puso en práctica para descifrar el código PURPLE de Japón durante la Segunda Guerra Mundial. El escarabajo de oro también incluye el primer uso del término criptógrafo (en oposición a criptograma).
Poe había estado estacionado en Fort Moultrie desde noviembre de 1827 hasta diciembre de 1828 y utilizó su experiencia personal en Sullivan's Island para recrear el escenario de El escarabajo de oro. También fue allí donde Poe escuchó por primera vez las historias de piratas como el capitán Kidd. Los residentes de Sullivan's Island abrazaron esta conexión con Poe y nombraron la biblioteca pública en su honor. La leyenda local en Charleston dice que el poema " Annabel Lee " también se inspiró en la época de Poe en Carolina del Sur. Poe también ambientó parte de El camelo del globo y La caja oblonga en esta vecindad.
O. Henry alude a la dimensión de El escarabajo de oro dentro del género de tesoros enterrados en su cuento Supply and Demand. Una figura se entera de que los personajes principales están buscando un tesoro y les pregunta si han estado leyendo a Edgar Allan Poe. El título de la novela de Richard Powers de 1991 The Gold Bug Variations se deriva de El escarabajo de oro y de la composición de Bach, las Variaciones Goldberg, y la novela incorpora parte de la trama del cuento.
El autor judío ruso David Shrayer-Petrov publicó La casa de Edgar Allan Poe en 2011 Prose, con El escarabajo de oro como una gran influencia. Shrayer-Petrov incluye un escarabajo, también atado a una cuerda, que encuentra un tesoro en el sótano de la casa de Sarah Helen Whitman, el interés amoroso de Poe que vivía en Providence, Rhode Island.
El escarabajo de oro fue elogiado por Red Reddington, el personaje central del programa de NBC The Blacklist, en la Temporada 5, Episodio 11. ("Lo tiene todo: una búsqueda delirante del tesoro, el descenso a la locura, junto con cifras y errores, una calavera clavada en un árbol. ¡Qué trama!").